# 海洋大学站
海洋大学站位于中华人民共和国山东省青岛市崂山区松岭路，是青岛地铁11号线的地铁车站。2018年4月23日开通。

## 接驳交通

### 公交
- 海大崂山校区：125、381、382、383、384（环）、385、386（环）、387、388、619、628（环）、641、观光4路

## 周边
- 中国海洋大学（崂山校区）
- 青岛酒店管理职业技术学院
- 青岛恒星科技学院